# Efekt polaryzacji
Efekt polaryzacji – zjawisko polaryzacji poglądów pojawiające się, gdy zwolennicy jakiejś idei bezkrytycznie akceptują wszelkie dane potwierdzające ją i krytycznie podchodzą do wszystkich danych stojących z nią w sprzeczności. 

## Opis
Efekt polaryzacji powoduje to, że taki sam zestaw danych może być użyty zarówno przez zwolenników jak i przeciwników danego poglądu do dalszego utwierdzenia się w swoich przekonaniach. W przypadku jakiegoś sporu przedstawienie takich danych prowadzi do zaostrzenia opinii i oddalenia punktów widzenia dwóch stron.
W 1979 roku, Charles Lord, Lee Ross i Mark Lepper przeprowadzili eksperyment mający sprawdzić jaki efekt na zwolenników dwóch różnych opinii wywrze przedstawienie tego samego zestawu ambiwalentnych danych. Postawili hipotezę, że obie strony użyją tych samych danych do poparcia własnych opinii. Wybrano 24 zwolenników i 24 przeciwników kary śmierci i zaprezentowano im artykuł o efektywności tej kary. Poproszono o ocenę tego artykułu, a następnie przedstawiono dokładny opis badań, których wyniki były użyte w artykule, z uwzględnieniem procedur, wyników i ich dyskusji. Następnie ponownie proszono o ocenę artykułu, z uwzględnieniem jakości jego przygotowania i jego miarodajności.
Wyniki były zgodne z hipotezą. Zwolennicy kary śmierci ocenili badania potwierdzające ich poglądy znacznie wyżej niż przeciwnicy, i vice versa. U większości badanych zaobserwowano polaryzację poglądów. Początkowe zapoznanie z artykułem powodowało zwykle lekkie złagodzenie opinii, jednak po zapoznaniu z bardziej szczegółowymi danymi badani powracali do swojego wcześniejszego zdania, niezależnie od tego jakie dowody im przedstawiono. Na poparcie wskazywali szczegóły zgodne z tymi poglądami, ignorując szczegóły które były przeciwko nim.
Zdawanie sobie sprawy z tego zjawiska może często zapobiec eskalacji konfliktu spowodowanego przez sprzeczne opinie. Niestety często efekt polaryzacji występuje nawet wtedy, gdy wszystkie fakty, z których wynika jakiś pogląd, zostaną obalone.

## Literatura
- Lord, C. G., Ross, L., & Lepper, M. R. (1979).  Biased assimilation and attitude polarization: The effects of prior theories on subsequently considered evidence.  Journal of Personality and Social Psychology, 37, 2098-2109.